# Громов, Пётр Прокофьевич
Пётр Прокофьевич Громов (1896—1962) — начальник транспортной милиции СССР, комиссар милиции 3-го ранга.

## Биография
Сын полицейского городового. До 1918 года он работал наборщиком в типографии «Новое время». Красноармеец, служил в батальоне особого назначения 18-й милиционной бригады. Во время Гражданской войны воевал под Петроградом и на Урале в составе «Питерского Красного батальона». В 1921 отличился при подавлении Кронштадтского восстания. После окончания войны работал в уголовном розыске, долгое время возглавлял бригаду по борьбе с бандитизмом, награждён именным оружием. С 1937 работает в транспортной милиции на Северной железной дороге, через три года уволен в отставку по состоянию здоровья. С началом Великой Отечественной войны настоял на возвращении на службу, в условиях блокады Ленинграда и в трудные послевоенные годы полностью проявились его незаурядные организаторские способности. В 1948 снова уволен в отставку по той же причине, проживал в Ленинграде на Пушкинской улице.

### Звания
- капитан милиции, 7 сентября 1936;
- майор милиции, 6 августа 1942;
- полковник милиции, 30 сентября 1943;
- комиссар милиции 3-го ранга, 12 мая 1944.

### Награды
- орден Красного Знамени, 1922.[4]
- орден Красной Звезды, 30 сентября 1943;
- орден Красного Знамени, 3 ноября 1944;
- орден Ленина, 21 февраля 1945;
- орден Отечественной войны 1-й степени, 29 июля 1945.